# Otzoloapan
Otzoloapan es una localidad del Estado de México, es la cabecera del Municipio de Otzoloapan. En el censo de 2020 tenía una población de 1747 habitantes.